# Вольфганг фон Боштелль
Вольфганг Ганс Гайнер Пауль фон Боштелль (нім. Wolfgang Hans Heiner Paul von Bostell; 25 лютого 1917, Гайнінген — 10 травня 1991, Гамбург) — німецький офіцер, оберлейтенант вермахту. Кавалер Лицарського хреста Залізного хреста з дубовим листям.

## Біографія
1 жовтня 1935 року вступив в 48-й артилерійський полк. З вересня 1937 року — командир взводу 3-ї батареї 12-го протитанкового дивізіону. Учасник Польської і Французької кампаній, а також Німецько-радянської війни. В липні 1941 року важко поранений. Відзначився у боях в Дем'янському котлі, де знову був важко поранений. Післяодужання командував 23-го протитанкового дивізіону. В червні 1943 року важко поранений у боях на Волхові. З травня 1944 року — командир взводу 1023-ї протитанкової батареї штурмових гармат. 22 серпня 1944 року важко поранений. З січня 1945 року — командир 2-ї роти 205-го протитанкового дивізіону, з яким відзначився у боях в Курляндському котлі. В травні 1945 року здався радянським військам. 9 жовтня 1953 року переданий владі ФРН і звільнений.

## Звання
- Фельдфебель (1 листопада 1940)
- Лейтенант (1 березня 1944)
- Оберлейтенант (1 січня 1945)

## Нагороди
- Медаль «За вислугу років у Вермахті» 4-го класу (4 роки)
- Залізний хрест
  - 2-го класу (11 червня 1940)
  - 1-го класу (4 липня 1941)
- Нагрудний знак «За поранення»
  - в чорному (11 червня 1940)
  - в сріблі (23 квітня 1942)
  - в золоті (9 серпня 1944)
- Медаль «За зимову кампанію на Сході 1941/42» (29 липня 1942)
- Дем'янський щит (30 червня 1944)
- Нагрудний знак «За участь у загальних штурмових атаках» 1-го ступеня (9 серпня 1944)
- Відзначений у Вермахтберіхт
  - «Лейтенант фон Боштелль з дивізіону штурмових гармат особливо відзначився в боротьбі з танками противника в районі Кодона.» (14 серпня 1944)
- Лицарський хрест Залізного хреста з дубовим листям
  - лицарський хрест (2 вересня 1944)
  - дубове листя (№ 859; 30 квітня 1945)
- Нагрудний знак «За танкову атаку» 2-го ступеня «25» (5 квітня 1945)